# 聖誕島司蒂鮗
聖誕島司蒂鮗為輻鰭魚綱鱸形目鱸亞目七夕魚科的其中一種，分布於東印度洋的聖誕島海域，棲息深度30-40公尺，棲息在珊瑚礁，屬肉食性，雄魚有護卵的行為。